# Piera Cillario
Piera Maria Cillario (Dogliani, 21 luglio 1902 – Alba, 3 dicembre 1980) è stata un'imprenditrice italiana, che fu moglie dell'imprenditore Pietro Ferrero e ne proseguì l'attività.

## Biografia
Nasce a Dogliani il 21 luglio 1902 da famiglia contadina, ultima di otto fratelli. Nel 1924 conosce Pietro Ferrero che si era trasferito da Farigliano per iniziare la propria attività di pasticcere e si sposano il 21 giugno 1924. L'anno successivo nasce il figlio Michele.
Alla fine del 1925 si trasferiscono ad Alba e aprono una pasticceria in via Maestra. Sul finire del 1933, la famiglia Ferrero si trasferisce a Torino dove acquistano un'altra pasticceria.
Dopo la guerra, il 14 maggio 1946, iscrivono ufficialmente la ditta P. Ferrero di Cillario Pierina avente per oggetto la produzione di cioccolato, torrone e dolciumi in genere: la Ferrero.
Il 2 marzo 1949 Pietro Ferrero muore d'infarto, lasciando vedova Piera. Il 28 aprile 1950 si costituisce formalmente la società "P. Ferrero & C." e la signora Piera ne assume la presidenza.
Quando muore il cognato Giovanni Ferrero nel 1957 prende il timone dell'azienda.
Nel 1967 dona alla città di Alba il monumento all'alpino, opera scultorea di Pietro Canonica, collocata nei giardini della stazione ferroviaria.
Piera Maria Cillario Ferrero muore ad Alba il 3 dicembre 1980.
A lei sono dedicate vie e scuole in diversi paesi della Langa.